# عبد العزيز بن سليمان بن ثنيان
الأمير عبد العزيز بن سليمان بن ثنيان ولد بمدينة الطائف عام 1357هـ ، عمل في منظمات دولية منها منظمة العمل الدولية واليونسكو ومنظمة الصحة العالمية ، في عام 1386هـ عين أميناً لمدينة الرياض وشغل المنصب حتى عام 1396 هـ ، في عام 1416 عين سفيراً للمملكة العربية السعودية لدى إسبانيا.

## وفاته
توفى في 22 محرم 1421 هـ  الموافق  27 أبريل 2000 م.